# 戸張捷

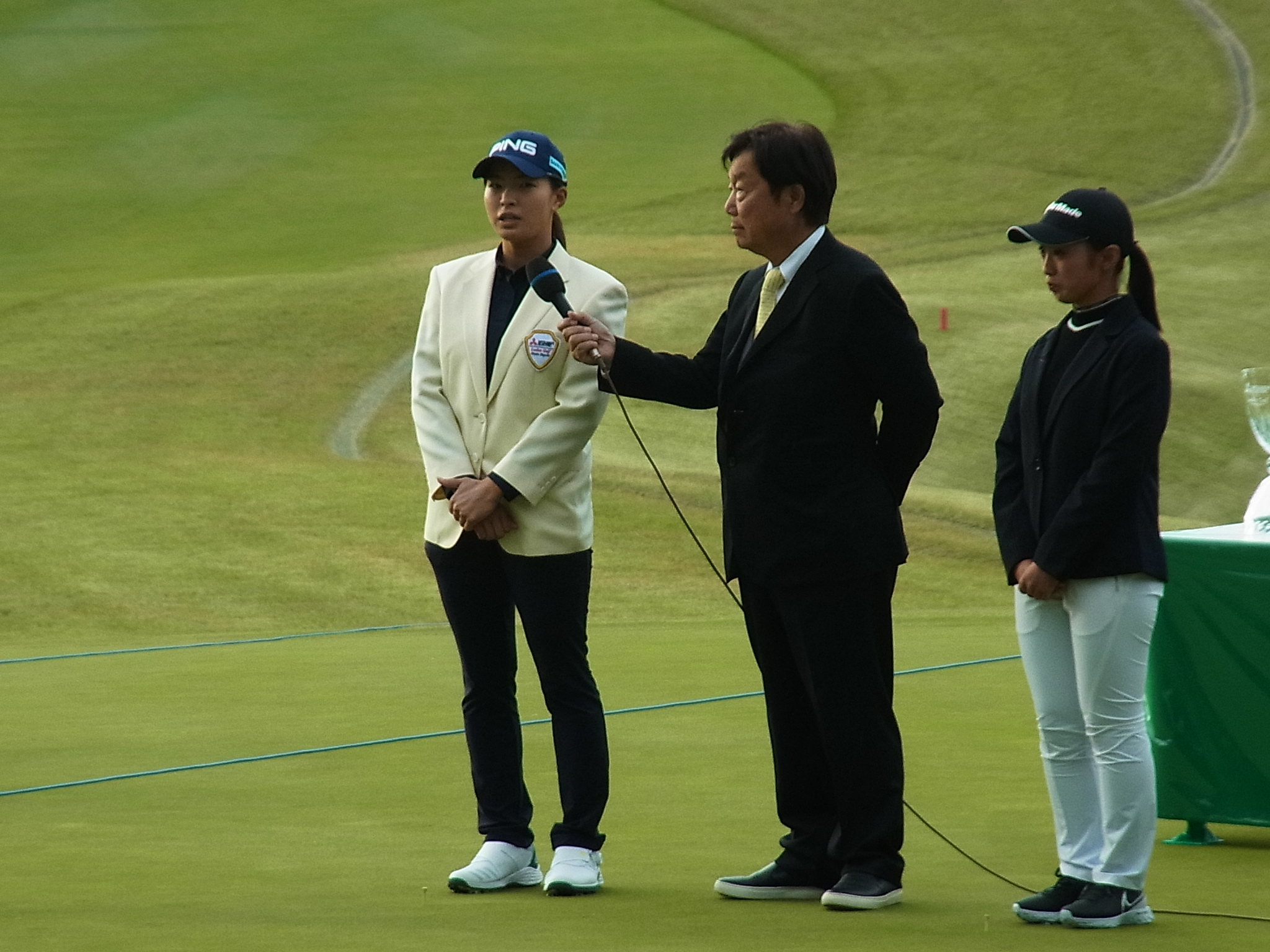
樋口久子 三菱電機レディスゴルフトーナメント 渋野プロ（武蔵丘ゴルフコース 2021年10月）

戸張 捷（とばり しょう、1945年10月19日 - ）は、日本のゴルフトーナメントプロデューサー、ゴルフキャスター。東京都港区出身。慶應義塾幼稚舎、慶應義塾普通部、慶應義塾高等学校、慶應義塾大学商学部卒業。株式会社ランダムアソシエイツ代表。日本ゴルフ協会常務理事。テレ朝チャンネル放送番組審議会委員。

## 人物
東京都港区高輪生まれ。父の影響で慶應義塾高1年生の時にゴルフを始め、高校・大学とゴルフ部に所属。大学卒業後の1968年、住友ゴム工業に入社。その5年後の1973年にゴルフトーナメントをプロデュースする目的で同社子会社として設立されたダンロップスポーツエンタープライズの設立に携わる。
1986年から1989年までリクルートの役員も勤め, 岩手県の同社関連のゴルフ場開設にも尽力した。現在、株式会社ランダムアソシエイツの代表取締役として、ゴルフトーナメント、様々なゴルフイベントのプロデュース、ゴルフ場の設計監修、ゴルフクラブ運営のコンサルティング等を手がけている。
戸張は日本ゴルフ協会理事及び広報委員会委員長を務め、日本ゴルフ協会主催の3大オープン競技大会（日本オープンゴルフ選手権競技、日本シニアオープンゴルフ選手権競技、日本女子オープンゴルフ選手権競技）のチーフトーナメントディレクターを担当している。
ゴルフ関連のメディア活動としては全米オープンや国内のトーナメントではテレビ中継の解説、コメンテーターを担当。近年は実況も手がけている。また国内外問わず数々のゴルファーのインタビューもこなすほか、ジャンクSPORTS等のスポーツ番組にも積極的に出演している。
リクルート時代から歌手のさだまさしとは親交があり、2007年元日にNHKで放送された「2007年新春生放送 年の初めはさだまさし」で、番組内の企画VTRコーナー「多滝鱒造（たたきますぞう）の人生レッスン」（ゴルフを通して人生相談に答えるという内容のギャグ企画）に出演、小野文惠、さだまさし、プロゴルファー・谷口拓也らとギャグトークを展開、まじめな顔で珍妙な解説・発言（「タイガー・ウッズがさだの歌をカラオケボックスで歌っていた」などだが、ほとんどが嘘である）をするというスタイルで、翌2008年も同様の企画である棋士・飛車田角道のコントにも出演した。2009年以降も出演している。
2011年10月26日に設立された日本プロゴルフ殿堂の表彰選考委員会委員である。

## 出演

### テレビ
- ビッグイベントゴルフ（全英オープン・全米オープン・日本女子オープン・フジサンケイクラシック） - 解説
- 今夜も生でさだまさし（2006年 - NHK） - 2007年からゲスト出演
- ノブゴルフクラシック（2022年 - フジテレビONE） - 解説

### ラジオ
- 戸張捷のモーニングゴルフ（1985年 -  文化放送） - パーソナリティ
- 戸張捷のサンデースクランブル（文化放送） - パーソナリティ
- NHKジャーナル（2021年6月3日、10月21日 - NHKラジオ第1放送） - ジャーナルスポーツ

### CM
- 東京海上火災保険（1980年）[3]